# وليم راديشي
وليم راديشي (بالإنجليزية: William Radice)‏ هو واضع كلمات الأوبرا ومترجم بريطاني، ولد في 1951 في لندن في المملكة المتحدة.